# ФК «Динамо» Москва в сезоне 1952
Сезон 1952 года — 30-й в истории футбольного клуба «Динамо» Москва.
В этом сезоне команда приняла участие в чемпионате и Кубке СССР, а также сыграла в двух международных матчах.

## Общая характеристика выступления команды в сезоне

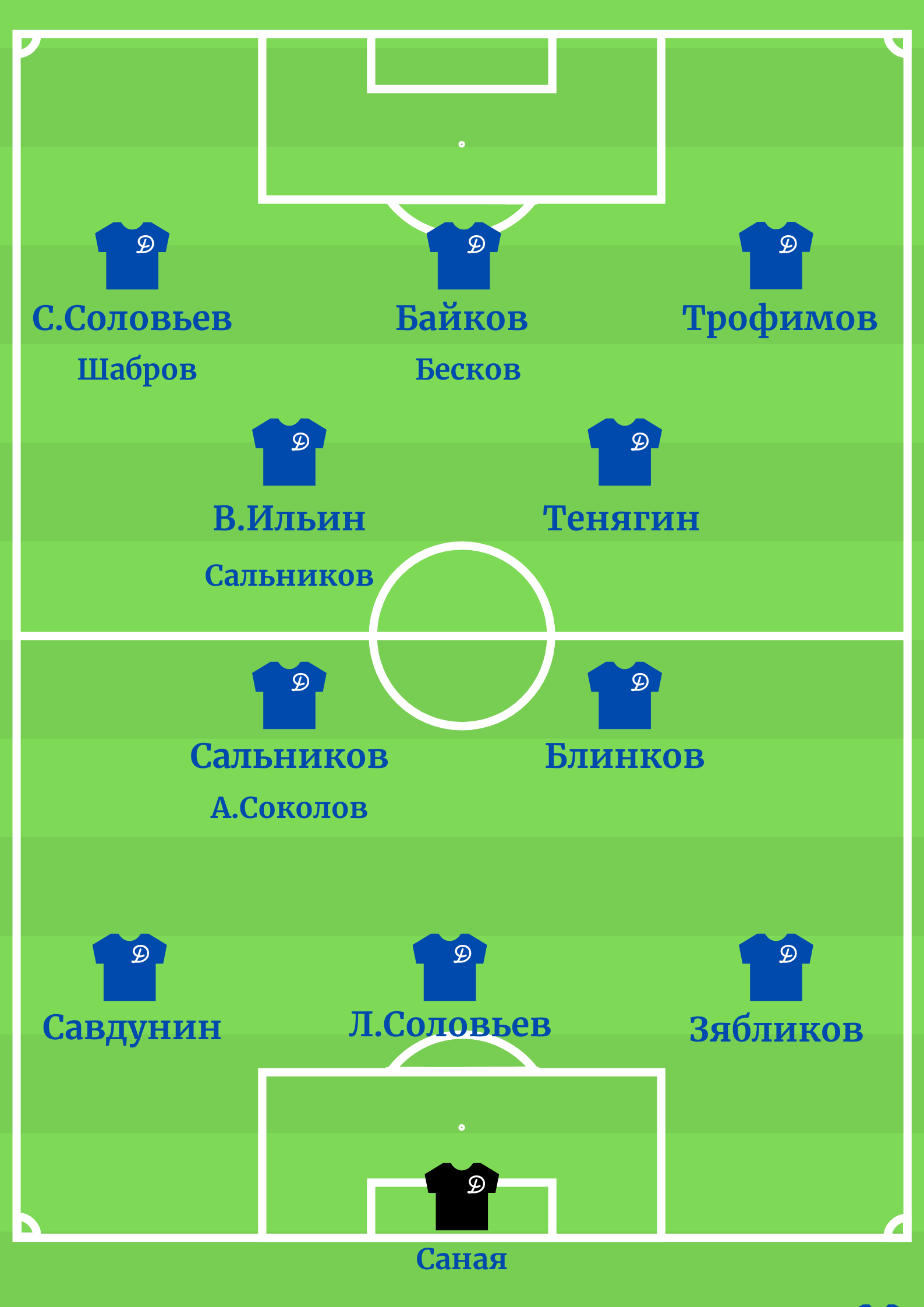

Первая половина сезона была подчинена планам подготовки сборной СССР к Олимпиаде в Хельсинки — для наработки ею соревновательного опыта был организован полуофициальный турнир на Приз Всесоюзного комитета. Собственно официальные матчи чемпионата динамовцы начали в августе, сразу же понеся кадровые потери, буквально обескровившие команду: ещё весной получил тяжелую травму (а позднее в одном из матчей усугубил её) планировавшийся на место ударного форварда Иван Конов — он так и не сыграл ни в одном матче чемпионата; Константин Бесков был объявлен одним из виновников неудачного выступления сборной на Олимпиаде и дисквалифицирован; ведущий полузащитник Александр Соколов получил тяжёлую травму в первом же матче с армейцами и практически выбыл до конца сезона. Эти катастрофические потери не позволили команде бороться за чемпионский титул — потерпев в довольно скоротечном турнире три поражения (в том числе в принципиальном матче за медали от киевских динамовцев — 0:3), команда «Динамо» Москва всё же сумела в непростой борьбе на финише обойти тбилисских и ленинградских одноклубников и занять призовое место, что для команды в данном состоянии явилось неплохим результатом.
Последовавший за чемпионатом кубковый турнир вновь не добавил лавров в динамовский венок — команда, как и в прошлом сезоне, в четвертьфинале крупно уступила на этот раз новым чемпионам страны спартаковцам — 0:3.

## Команда

### Состав
| Игрок             | Дата рождения    | Сезон в «Динамо» | Бывший клуб                 |
| Вратари           | Вратари          | Вратари          | Вратари                     |
| ----------------- | ---------------- | ---------------- | --------------------------- |
| Вальтер Саная     | 24 сентября 1925 | 5                | «Динамо» Тбилиси            |
| Алексей Хомич     | 14 марта 1920    | 9                | «Пищевик» Москва            |
| Защитники         |                  |                  |                             |
| Владимир Зябликов | 5 июля 1925      | 3                | «Динамо» Ленинград          |
| Леонид Соловьев   | 22 марта 1917    | 9                | «Динамо — II»               |
| Владимир Савдунин | 10 мая 1924      | 8                | «Локомотив» Куйбышев        |
| Виктор Васин      | 18 июля 1930     | 3                | «Динамо» Московская область |
| Полузащитники     |                  |                  |                             |
| Всеволод Блинков  | 10 декабря 1918  | 13               | «Динамо» Новосибирск        |
| Сергей Сальников  | 13 сентября 1925 | 3                | «Спартак» Москва            |
| Александр Соколов | 26 февраля 1930  | 4                | «Крылья Советов» Сетунь     |
| Виталий Костарев  | 1 мая 1929       | 1                | «Динамо» Пермь              |
| Владимир Дворцов  | 3 января 1924    | 1                | «Динамо» Хабаровск          |
| Нападающие        |                  |                  |                             |
| Василий Трофимов  | 7 января 1919    | 14               | «Динамо-ТК № 1» Болшево     |
| Александр Тенягин | 22 августа 1926  | 2                | «Динамо» Ленинград          |
| Евгений Байков    | 29 июля 1929     | 1                | «Динамо» Владимир           |
| Владимир Ильин    | 15 января 1928   | 7                | «Локомотив» Харьков         |
| Сергей Соловьев   | 9 марта 1915     | 13               | «Динамо» Ленинград          |
| Владимир Шабров   | 15 марта 1930    | 1                | «Крылья Советов» Тушино     |
| Виталий Зуб       | 1 июня 1928      | 2                | «Локомотив» Харьков         |
| Константин Бесков | 18 ноября 1920   | 12               | «Металлург» Москва          |
| Иван Конов        | 1 октября 1924   | 3                | «Спартак» Москва            |

### Изменения в составе
| Поз | Игрок            | Прежний клуб            |
| --- | ---------------- | ----------------------- |
| П   | Виталий Костарев | «Динамо» Пермь          |
| П   | Владимир Дворцов | «Динамо» Хабаровск      |
| Н   | Евгений Байков   | «Динамо» Владимир       |
| Н   | Владимир Шабров  | «Крылья Советов» Тушино |

| Поз | Игрок            | Новый клуб         |
| --- | ---------------- | ------------------ |
| З   | Александр Петров | «Локомотив» Москва |
| З   | Виктор Шишаев    | «Динамо» Ленинград |
| З   | Иван Васенин     | КБФ Таллин         |
| Н   | Василий Карцев   | завершил карьеру   |

## Официальные матчи

### Чемпионат
Число участников — 15. Система розыгрыша — «круговая» в один круг. Чемпион — «Спартак» Москва.
Команда «Динамо» Москва заняла третье место.
| 5 авг Ч - (309) аннулирован | «Динамо» Москва | 0:1     | ЦДСА         | Москва                                                       |
| |                 | (отчёт) | - 3′ Бузунов | Стадион: «Динамо» Зрителей: 60 000 Судья: В.Архипов (Москва) |
| «Динамо» Москва: Саная - Зябликов, Л.Соловьев, Савдунин - Блинков , Соколов 62' - Трофимов, Тенягин, Байков, Ильин (59' Сальников), С.Соловьев · ЦДСА: Никаноров - Крушенок, Башашкин, Нырков - Водягин, Родин - Гринин , Николаев, Коверзнев, Бузунов, Демин |                 |         |              |                                                              |

| 10 авг Ч 1 (310) | «Динамо» Москва | 1:1     | ВВС            | Москва                                                       |
| | - Байков 12′    | (отчёт) | - 23′ Коршунов | Стадион: «Динамо» Зрителей: 10 000 Судья: Н.Латышев (Москва) |
| «Динамо» Москва: Саная - Зябликов, Л.Соловьев, Савдунин - Блинков , Костарев - Трофимов, Тенягин, Байков, Сальников, С.Соловьев ВВС: Н.Пучков - Метельский , Архипов (60' Крижевский), Рогов - Абрамашвили, Викторов - Коршунов, Вик.Шувалов, Бобров, Вик.Федоров, Анисимов |                 |         |                |                                                              |

| 14 авг Ч 2 (311) | «Динамо» Москва          | 2:0     | «Локомотив» Москва | Москва                                                        |
| | - Ильин 53′ - Бесков 75′ | (отчёт) |                    | Стадион: «Динамо» Зрителей: 10 000 Судья: К.Демченко (Москва) |
| «Динамо» Москва: Хомич - Зябликов, Л.Соловьев, Савдунин - Блинков , Сальников - Трофимов, Тенягин, Байков (46' Ильин), Бесков, С.Соловьев «Локомотив» Москва: В.Грачев - А.Петров, Г.Забелин, Осипов (46' Ивашков) - Лядин, Н.Чесноков - Борисенко, Лагутин, Ю.Коротков, Пирогов, Ширинян |                          |         |                    |                                                               |

| 25 авг Ч 3 (312) | «Динамо» Москва | 0:0     | «Спартак» Москва | Москва                                                        |
| |                 | (отчёт) |                  | Стадион: «Динамо» Зрителей: 60 000 Судья: П.Белов (Ленинград) |
| «Динамо» Москва: Саная - Зябликов, Л.Соловьев, Савдунин - Блинков , Сальников - Трофимов, Тенягин, Бесков, Байков, В.Ильин «Спартак» Москва: В.Чернышев - Паршин, Белов, Седов - Тимаков, Нетто - Парамонов, А.М.Ильин, Симонян, В.Терентьев (46' Емышев), Рысцов |                 |         |                  |                                                               |

| 30 авг Ч 4 (313) | «Динамо» Москва               | 2:1     | «Даугава» Рига | Москва                                                  |
| | - С.Соловьев 2′ - Тенягин 35′ | (отчёт) | - 35′ Селицкис | Стадион: «Динамо» Зрителей: 4000 Судья: Б.Зайонц (Баку) |
| «Динамо» Москва: Саная - Зябликов, Л.Соловьев, Савдунин - Блинков , Сальников - Трофимов, Тенягин, Байков, Ильин, С.Соловьев «Даугава» Рига: Пултракс - Асерстаркс, Силицкис, Судмалис - Федин, Котов - Ужулис, Катровский, Егерс , Курнев, Чернецов |                               |         |                |                                                         |

| 4 сен Ч 5 (314) | «Динамо» Москва                                             | 4:1     | команда г.Калинина | Москва                                                        |
| | - В.Ильин 63′ - Байков 64′ - Сальников 68′ - С.Соловьев 88′ | (отчёт) | - 37′ Кулешов      | Стадион: «Динамо» Зрителей: 15 000 Судья: П.Белов (Ленинград) |
| «Динамо» Москва: Саная - Зябликов, Л.Соловьев, Савдунин - Блинков , Сальников - Трофимов, Тенягин, Байков, В.Ильин, С.Соловьев команда г.Калинина: Фарыкин - А.Юрченко, Б.Кузнецов, В.Морозов - Кулешов, Вик.Фомин - Гринин, Николаев, Коверзнев, А.А.Ильин, Демин |                                                             |         |                    |                                                               |

| 9 сен Ч 6 (315) | «Динамо» Москва | 0:2     | «Торпедо» Москва     | Москва                                                       |
| |                 | (отчёт) | - 42′ 73′ Габичвадзе | Стадион: «Динамо» Зрителей: 20 000 Судья: Н.Латышев (Москва) |
| «Динамо» Москва: Саная - Зябликов, Л.Соловьев, Савдунин - Блинков , Соколов (76' Костарев) - Трофимов, Тенягин, Байков, Сальников, С.Соловьев «Торпедо» Москва: О.Михайлов - Бычков, Хренов, Л.Тарасов - П.Соломатин, Гомес (К) - Вацкевич, Габичвадзе, Чайко, Нечаев (80' Ефимов), Запрягаев |                 |         |                      |                                                              |

| 13 сен Ч 7 (316) | «Динамо» Москва                 | 3:1     | «Динамо» Минск | Москва                                                       |
| | - Сальников 5′ 9′ - Тенягин 77′ | (отчёт) | - 61′ Юров     | Стадион: «Динамо» Зрителей: 7000 Судья: П.Давыдов (Куйбышев) |
| «Динамо» Москва: Саная - Зябликов, Л.Соловьев, Савдунин - Блинков , Сальников - Трофимов (70' Зуб), Тенягин, Байков, Ильин, С.Соловьев «Динамо» Минск: Г.Андреев - В.Васильев, Мимрик , Лавер - Сидоров, Н.Макаров - Мозер, Ванзел (67' Пержхало), Мацкевич, А.Егоров, Юров |                                 |         |                |                                                              |

| 19 сен Ч 8 (317) | «Динамо» Москва                 | 3:1     | «Шахтер» Сталино  | Москва                                                   |
| | - Ильин 25′ 62′ - Сальников 79′ | (отчёт) | - 70′ А.Пономарёв | Стадион: «Динамо» Зрителей: 12 000 Судья: Э.Клавс (Рига) |
| «Динамо» Москва: Саная - Зябликов, Л.Соловьев, Савдунин - Блинков , Сальников - Трофимов, Тенягин, Байков, Ильин, Зуб «Шахтер» Сталино: Пестов - Дегтярев, Самарин, Иванчук - Алпатов, В.Михайлов - Бобошко (46' Федосов), Савинов, Вик.Фомин, В.Колесников , А.Пономарев |                                 |         |                   |                                                          |

| 24 сен Ч 9 (318) | «Динамо» Москва | 0:1     | «Крылья Советов» Куйбышев | Москва                                                      |
| |                 | (отчёт) | - 12′ Белоусов            | Стадион: «Динамо» Зрителей: 15 000 Судья: Н.Шевцов (Москва) |
| «Динамо» Москва: Саная - Зябликов, Л.Соловьев, Савдунин - Блинков , Сальников - Трофимов, Тенягин, Байков, Ильин, Зуб (60' Шабров) «Крылья Советов» Куйбышев: В.Корнилов - Скорохов, Мурзин, И.Гаврилов (70' Горностаев) - Карпов, Н.Поздняков - Смыслов, Ворошилов , Гулевский, Белоусов, Ф.Новиков |                 |         |                           |                                                             |

| 28 сен Ч 10 (319) | «Динамо» Москва | 0:3     | «Динамо» Киев                       | Москва                                                    |
| |                 | (отчёт) | - 28′ 64′ Зазроев - 60′ Виньковатов | Стадион: «Динамо» Зрителей: 60 000 Судья: Э.Саар (Таллин) |
| «Динамо» Москва: Хомич - Зябликов, Савдунин, Васин - Блинков , Сальников - Трофимов (46' С.Соловьев), Тенягин, Байков, Ильин, Шабров «Динамо» Киев: Лемешко - Голубев, Лерман, Голяков - Юст, Михалина - Виньковатов, Сенгетовский (Коман), Зазроев, Журавлев, Богданович |                 |         |                                     |                                                           |

| 2 окт Ч 11 (320) | «Динамо» Москва            | 2:1     | «Зенит» Ленинград | Москва                                                             |
| | - Ильин 68′ - Савдунин 72′ | (отчёт) | - 9′ И.Комаров    | Стадион: «Динамо» Зрителей: 10 000 Судья: Н.Чхатарашвили (Тбилиси) |
| «Динамо» Москва: Саная - Зябликов, Л.Соловьев, Савдунин - Блинков , Сальников - Трофимов, Тенягин, Байков, Ильин, Шабров (46' С.Соловьев) «Зенит» Ленинград: Л.Иванов - Гартвиг, Фалин, В.Алексеев - Ю.Пономарев, Войнов - Н.Смирнов , Марютин, И.Комаров, Кравец (75' В.Виноградов), А.Иванов |                            |         |                   |                                                                    |

| 7 окт Ч 12 (321) | «Динамо» Москва          | 2:2     | «Динамо» Тбилиси                   | Москва                                                     |
| | - Ильин 8′ - Тенягин 80′ | (отчёт) | - 53′ Гогоберидзе - 85′ К.Гагнидзе | Стадион: «Динамо» Зрителей: 15 000 Судья: Н.Балакин (Киев) |
| «Динамо» Москва: Саная - Зябликов, Л.Соловьев, Савдунин - Блинков , Сальников (75' Дворцов) - Трофимов, Тенягин, Байков, Ильин, Шабров «Динамо» Тбилиси: Маргания - Элошвили, Гоглидзе, Дзяпшпа - Киладзе, Н.Гагнидзе - Джоджуа (70' Махарадзе), К.Гагнидзе, Чкуасели, Гогоберидзе , Тодрия |                          |         |                                    |                                                            |

| 25 окт Ч 13 (322) | «Динамо» Москва                               | 5:0     | «Динамо» Ленинград | Киев                                                       |
| | - Шабров 10′ - Ильин 11′ 68′ - Байков 78′ 86′ | (отчёт) |                    | Стадион: «Динамо» Зрителей: 20 000 Судья: Н.Балакин (Киев) |
| «Динамо» Москва: Саная - Зябликов, Л.Соловьев, Савдунин - Блинков , Сальников - Шабров, Тенягин, Байков, Ильин, С.Соловьев «Динамо» Ленинград: Н.Денисов - Сафронов, Донцов, М.Потапов - Богомолов, Горохов - Вас.Фомин, Колобов , П.Дементьев (78' Грамматикопуло), Г.Бондаренко, Цветков |                                               |         |                    |                                                            |

#### Итоговая таблица
| М | Команда            | И  | В | Н | П | Мячи    | ±   | О  |
| - | ------------------ | -- | - | - | - | ------- | --- | -- |
|   | «Спартак» Москва   | 13 | 9 | 2 | 2 | 26 − 12 | +14 | 20 |
|   | «Динамо» Киев      | 13 | 7 | 3 | 3 | 26 − 14 | +12 | 17 |
|   | «Динамо» Москва    | 13 | 7 | 3 | 3 | 24 − 14 | +10 | 17 |
| 4 | «Динамо» Тбилиси   | 13 | 5 | 6 | 2 | 19 − 12 | +7  | 16 |
| 5 | «Динамо» Ленинград | 13 | 5 | 5 | 3 | 17 − 17 | 0   | 15 |

И — игры, В — выигрыши, Н — ничьи, П — проигрыши, Мячи — забитые и пропущенные голы, ± — разница голов, О — очки

### Кубок
Число участников — 50. Система розыгрыша — «олимпийская». Победитель — «Торпедо» Москва.
Команда «Динамо» Москва выбыла в 1/4 финала.
| 15 окт К 1 (35) 1/8 финала | «Динамо» Москва                         | 4:1     | ДО Вильнюс      | Москва                                                              |
| | - Ильин 42′ - Тенягин 68′ 76′ - Зуб 88′ | (отчёт) | - 8′ Вишняускас | Стадион: «Динамо» (малый) Зрителей: 14 500 Судья: Н.Васильев (Рига) |
| «Динамо» Москва: Саная - Зябликов, Л.Соловьев, Савдунин - Блинков , Сальников - Зуб, Тенягин, Байков, Ильин, Шабров ДО Вильнюс: Стрега - Стииус, Янкаускас , Струмскис - Кулайнис, Дорейк - Вишняускас, Субочус, Высоцкас, П.Васильев, Дирвонскис |                                         |         |                 |                                                                     |

| 21 окт К 2 (36) 1/4 финала | «Динамо» Москва      | 0:3     | «Спартак» Москва               | Киев                                                                |
| | - Тенягин 55' (пен.) | (отчёт) | - 20′ 63′ Симонян - 23′ Рысцов | Стадион: Республиканский Зрителей: 30 000 Судья: Н.Латышев (Москва) |
| «Динамо» Москва: Саная - Зябликов, Л.Соловьев, Савдунин - Блинков , Сальников - Шабров, Тенягин, Байков, В.Ильин, С.Соловьев «Спартак» Москва: В.Фокин - Н.Тищенко, Белов, Седов - Тимаков, Нетто - Парамонов, Паршин, Симонян, Н.Дементьев , Рысцов (46' А.М.Ильин) |                      |         |                                |                                                                     |

## Неофициальные матчи

### Международные матчи
| 28 июн ММ 1 (16) | «Динамо» Москва | 1:1     | Румыния    | Москва                                              |
| | - Бесков 6′     | (отчёт) | - 68′ Озон | Стадион: «Динамо» Зрителей: 60 000 Судья: М.Белянин |
| «Динамо» Москва: Саная - Зябликов, Л.Соловьев, Седов - Блинков, Соколов (75' Савдунин) - Вик.Федоров, Тенягин, Бесков , Ильин, С.Соловьев Румыния: Войнеску - В.Завода, И.Ковач, Фармати - В.Кэлиною, Г.Серфёзё - Йордаке, Бодо (46' Ф.Завода), Озон, К.Петчовски , Суру |                 |         |            |                                                     |

| 2 июл ММ 2 (17) | «Динамо» Москва  | 1:1     | Румыния       | Москва                                              |
| | - Л.Соловьев 76′ | (отчёт) | - 28′ Йордаке | Стадион: «Динамо» Зрителей: 50 000 Судья: М.Белянин |
| «Динамо» Москва: Саная - Зябликов, Л.Соловьев, Седов - Блинков, Соколов - Вик.Федоров (59' Зуб), Тенягин, Бесков (65' С.Соловьев), Ильин, Сальников Румыния: Войнеску - В.Завода, И.Ковач, Фармати - В.Кэлиною, Бонэ - Йордаке, Ф.Завода, Озон, К.Петчовски , Суру |                  |         |               |                                                     |

### Товарищеские матчи
Контрольные матчи
| 11 апр ТМ 1 | «Динамо» Москва | 1:0     | Москва | Леселидзе             |
|             |                 | (отчёт) |        | Стадион: УТБ «Динамо» |

| 6 июн ТМ 9 | «Динамо» Москва | 2:2     | «Динамо» Тбилиси                | Москва            |
|            | - Ильин 20′ 84′ | (отчёт) | - 18′ Гогоберидзе - 38′ Джоджуа | Стадион: «Динамо» |

Приз Всесоюзного комитета
| 20 апр ТМ 2 | «Динамо» Москва       | 2:1     | «Торпедо» Москва | Харьков                                                         |
| | - Зуб 17′ - Ильин 25′ | (отчёт) | - 47′ Габичвадзе | Стадион: «Дзержинец» Зрителей: 20 000 Судья: М.Белянин (Москва) |
| «Динамо» Москва: Саная - Зябликов, Л.Соловьев, Бадин - Блинков , Соколов - Зуб, Тенягин, Карцев, Ильин, С.Соловьев «Торпедо» Москва: О.Михайлов - Бычков, Хренов, Л.Тарасов - Соломатин, Чайко - Сочнев , Ефимов, Габичвадзе, Запрягаев, Епифанов |                       |         |                  |                                                                 |

| 24 апр ТМ 3 | «Динамо» Москва               | 2:1     | команда г.Калинина | Харьков                                                            |
| | - С.Соловьев 4′ - В.Ильин 88′ | (отчёт) | - 17′ А.Акимов     | Стадион: «Дзержинец» Зрителей: 20 000 Судья: И.Аверкин (Ленинград) |
| «Динамо» Москва: Саная - Зябликов, Л.Соловьев, Бадин - Блинков , Соколов - Зуб, Тенягин, Голощапов, В.Ильин, С.Соловьев команда г.Калинина: Кублицкий - Юрченко, Б.Кузнецов, В.Морозов - Кулешов, Вик.Фомин - А.А.Ильин, Н.Яковлев, Добриков , А.Акимов, Ал.Щербаков |                               |         |                    |                                                                    |

| 28 апр ТМ 4 | «Динамо» Москва | 0:1     | «Крылья Советов» Куйбышев | Харьков                                                          |
| |                 | (отчёт) | - 17′ А.Акимов            | Стадион: «Дзержинец» Зрителей: 15 000 Судья: П.Белов (Ленинград) |
| «Динамо» Москва: Яшин - Зябликов, Л.Соловьев, Бадин - Блинков , Соколов - Зуб, Тенягин, Голощапов, Амелькин, С.Соловьев «Крылья Советов» Куйбышев: В.Корнилов - Скорохов , Мурзин, Ширяев - Карпов, Н.Поздняков - Смыслов, Ю.Белоусов, Н.Зайцев, В.Васильев, Ф.Новиков |                 |         |                           |                                                                  |

| 8 мая ТМ 5 | «Динамо» Москва | 1:2     | ЦДСА                     | Москва                                                       |
| | - Тенягин 28′   | (отчёт) | - 3′ Водягин - 39′ Демин | Стадион: «Динамо» Зрителей: 40 000 Судья: В.Архипов (Москва) |
| «Динамо» Москва: Яшин - Зябликов, Л.Соловьев, Бадин - Блинков , Соколов - Зуб, Тенягин, Конов, Ильин, С.Соловьев ЦДСА: Никаноров - Крушенок, Башашкин, Нырков - Родин, А.Т.Петров - Гринин , Николаев, Коверзнев, Водягин, Демин |                 |         |                          |                                                              |

| 13 мая ТМ 6 | «Динамо» Москва                 | 4:0     | «Динамо» Минск | Москва                             |
| | - Ильин 12′ 21′ 82′ - Конов 68′ | (отчёт) |                | Стадион: «Динамо» Зрителей: 10 000 |
| «Динамо» Москва: Хомич - Зябликов, Л.Соловьев, Бадин - Блинков , Соколов - Зуб, Тенягин, Конов, Ильин, С.Соловьев «Динамо» Минск: Сухоставский - В.Васильев, Мимрик , Лавер - Сидоров, Савось - Мозер, Ванзел, А.Егоров, Юров, Н.Макаров |                                 |         |                |                                    |

| 21 мая ТМ 7 | «Динамо» Москва | 1:0     | ВВС | Москва                             |
| | - Тенягин 57′   | (отчёт) |     | Стадион: «Динамо» Зрителей: 30 000 |
| «Динамо» Москва: Хомич - Зябликов, Л.Соловьев, Бадин - Блинков , Соколов - Зуб, Тенягин, Конов, Ильин, С.Соловьев ВВС: Н.Пучков - Метельский , Архипов, Рогов - Абрамашвили, Ходцев - Володин, Вик.Шувалов, Коршунов, Вик.Фёдоров, Волков |                 |         |     |                                    |

| 30 мая ТМ 8 | «Динамо» Москва              | 2:2     | «Спартак» Москва                      | Москва                                                        |
| | - В.Ильин 26′ - Трофимов 74′ | (отчёт) | - 28′ (пен.) В.Терентьев - 65′ Рысцов | Стадион: «Динамо» Зрителей: 40 000 Судья: В.Моргунов (Москва) |
| «Динамо» Москва: Саная - Зябликов, Л.Соловьев, Бадин - Блинков , Соколов - Трофимов, Тенягин, Бесков, В.Ильин, Сальников «Спартак» Москва: Костиков - Н.Тищенко, Белов, Седов - Нетто, Паршин - Парамонов, В.Терентьев, Симонян, Н.Дементьев , А.М.Ильин (46' Рысцов) |                              |         |                                       |                                                               |

| 17 июн ТМ 10 | «Динамо» Москва               | 2:3     | «Динамо» Ленинград               | Ленинград                                                      |
| | - С.Соловьев 60′ - Шабров 67′ | (отчёт) | - 26′ 34′ Цветков - 73′ П.Иванов | Стадион: им.Кирова Зрителей: 20 000 Судья: В.Моргунов (Москва) |
| «Динамо» Москва: Хомич (46' Саная) - Савдунин, Л.Соловьев, Бадин - Блинков , Соколов - Зуб, Голощапов, Карцев (59' Шабров), В.Ильин, С.Соловьев «Динамо» Ленинград: Грищенко - Сафронов, Донцов, П.Иванов - М.Потапов, Барков - Вас.Фомин, Колобов , Цветков, Г.Бондаренко, Граматикопуло |                               |         |                                  |                                                                |

| 26 июл ТМ 11 | «Динамо» Москва                | 3:2     | «Крылья Советов» Куйбышев        | Москва                             |
| | - Соколов 18′ - Байков 70′ 83′ | (отчёт) | - 26′ В.Васильев - 63′ Ворошилов | Стадион: «Динамо» Зрителей: 20 000 |
| «Динамо» Москва: Саная - Зябликов, Л.Соловьев, Савдунин - Блинков , Соколов - Трофимов, Тенягин, Байков, В.Ильин, С.Соловьев «Крылья Советов» Куйбышев: В.Корнилов - Скорохов , Мурзин, Ширяев - Карпов, Н.Поздняков - Смыслов, Ворошилов, Н.Зайцев, В.Васильев, Ф.Новиков |                                |         |                                  |                                    |

## Статистика сезона

### Игроки и матчи
| Игрок                                 | Чемпионат       | Чемпионат | Кубок           | Кубок   | Итого           | Итого   | Международные матчи | Международные матчи | ТМ              | ТМ      | Всего Чемпионат | Всего Чемпионат | Всего Кубок     | Всего Кубок | Всего           | Всего   | Всего Международные матчи | Всего Международные матчи |
| Игрок                                 | Вышел на замену | Гол       | Вышел на замену | Гол     | Вышел на замену | Гол     | Вышел на замену     | Гол                 | Вышел на замену | Гол     | Вышел на замену | Гол             | Вышел на замену | Гол         | Вышел на замену | Гол     | Вышел на замену           | Гол                       |
| Вратари                               | Вратари         | Вратари   | Вратари         | Вратари | Вратари         | Вратари | Вратари             | Вратари             | Вратари         | Вратари | Вратари         | Вратари         | Вратари         | Вратари     | Вратари         | Вратари | Вратари                   | Вратари                   |
| ------------------------------------- | --------------- | --------- | --------------- | ------- | --------------- | ------- | ------------------- | ------------------- | --------------- | ------- | --------------- | --------------- | --------------- | ----------- | --------------- | ------- | ------------------------- | ------------------------- |
| Вальтер Саная                         | 12              | (-12)     | 2               | (-4)    | 14              | (-16)   | 2                   | (-2)                | 5               | (-7)    | 57              | (-55)           | 7               | (-15)       | 64              | (-70)   | 2                         | (-2)                      |
| Алексей Хомич                         | 2               | (-3)      |                 |         | 2               | (-3)    |                     |                     | 3               | (-2)    | 153             | (-130)          | 19              | (-18)       | 177             | (-156)  | 12                        | (-16)                     |
| Защитники                             |                 |           |                 |         |                 |         |                     |                     |                 |         |                 |                 |                 |             |                 |         |                           |                           |
| Владимир Зябликов                     | 14              |           | 2               |         | 16              |         | 2                   |                     | 8               |         | 73              |                 | 6               |             | 79              |         | 2                         |                           |
| Леонид Соловьев                       | 13              |           | 2               |         | 15              |         | 2                   | 1                   | 9               |         | 162             | 12              | 21              | 1           | 198             | 13      | 11                        | 1                         |
| Владимир Савдунин                     | 14              | 1         | 2               |         | 16              | 1       | 1                   |                     | 2               |         | 133             | 50              | 21              | 7           | 154             | 57      | 6                         | 1                         |
| Виктор Васин                          | 1               |           |                 |         | 1               |         |                     |                     |                 |         | 13              |                 | 5               |             | 18              |         |                           |                           |
| Полузащитники                         |                 |           |                 |         |                 |         |                     |                     |                 |         |                 |                 |                 |             |                 |         |                           |                           |
| Всеволод Блинков (16)                 | 14              |           | 2               |         | 16              |         | 2                   |                     | 9               |         | 210             | 13              | 23              |             | 295             | 19      | 14                        |                           |
| Сергей Сальников                      | 14              | 4         | 2               |         | 16              | 4       | 1                   |                     | 1               |         | 76              | 21              | 8               | 3           | 84              | 24      | 3                         | 2                         |
| Александр Соколов                     | 2               |           |                 |         | 2               |         | 2                   |                     | 9               | 1       | 64              | 3               | 7               | 1           | 71              | 4       | 3                         |                           |
| Виталий Костарев                      | 2               |           |                 |         | 2               |         |                     |                     |                 |         | 2               |                 |                 |             | 2               |         |                           |                           |
| Владимир Дворцов                      | 1               |           |                 |         | 1               |         |                     |                     |                 |         | 1               |                 |                 |             | 1               |         |                           |                           |
| Нападающие                            |                 |           |                 |         |                 |         |                     |                     |                 |         |                 |                 |                 |             |                 |         |                           |                           |
| Василий Трофимов                      | 13              |           |                 |         | 13              |         |                     |                     | 2               | 1       | 212             | 69              | 19              | 8           | 275             | 92      | 9                         | 7                         |
| Александр Тенягин                     | 14              | 3         | 2               | 2       | 16              | 5       | 2                   |                     | 8               | 2       | 33              | 4               | 4               | 2           | 37              | 6       | 2                         |                           |
| Евгений Байков                        | 14              | 4         | 2               |         | 16              | 4       |                     |                     | 1               | 2       | 14              | 4               | 2               |             | 16              | 4       |                           |                           |
| Владимир Ильин                        | 12              | 8         | 2               | 1       | 14              | 9       | 2                   |                     | 9               | 8       | 74              | 28              | 11              | 4           | 85              | 32      | 2                         |                           |
| Сергей Соловьев                       | 10              | 2         | 1               |         | 11              | 2       | 2                   |                     | 8               | 2       | 209             | 134             | 24              | 17          | 282             | 223     | 14                        | 6                         |
| Владимир Шабров                       | 5               | 1         | 2               |         | 7               | 1       |                     |                     | 1               | 1       | 5               | 1               | 2               |             | 7               | 1       |                           |                           |
| Виталий Зуб                           | 3               |           | 1               | 1       | 4               | 1       | 1                   |                     | 7               | 1       | 17              | 3               | 1               | 1           | 18              | 4       | 1                         |                           |
| Константин Бесков (2)                 | 2               | 1         |                 |         | 2               | 1       | 2                   | 1                   | 1               |         | 181             | 91              | 23              | 17          | 241             | 132     | 13                        | 11                        |
| Игроки, приглашенные из других клубов |                 |           |                 |         |                 |         |                     |                     |                 |         |                 |                 |                 |             |                 |         |                           |                           |
| Юрий Седов («Спартак» Москва)         |                 |           |                 |         |                 |         | 2                   |                     |                 |         |                 |                 |                 |             |                 |         | 2                         |                           |
| Виктор Фёдоров (ВВС)                  |                 |           |                 |         |                 |         | 2                   |                     |                 |         |                 |                 |                 |             |                 |         | 2                         |                           |

### Личные и командные достижения
Динамовцы в списке 33 лучших футболистов
| Турнир            | Игрок                             | Вышел на замену | Игрок                               | Гол |
| ----------------- | --------------------------------- | --------------- | ----------------------------------- | --- |
| Сезоны в клубе    | Сергей Ильин & Михаил Семичастный | 15              |                                     |     |
| Официальные матчи | Всеволод Блинков                  | 295             | Сергей Соловьев                     | 223 |
| Чемпионат         | Василий Трофимов                  | 212             | Сергей Соловьев                     | 134 |
| Кубок             | Сергей Соловьев                   | 24              | Константин Бесков & Сергей Соловьев | 17  |

Достижения в сезоне

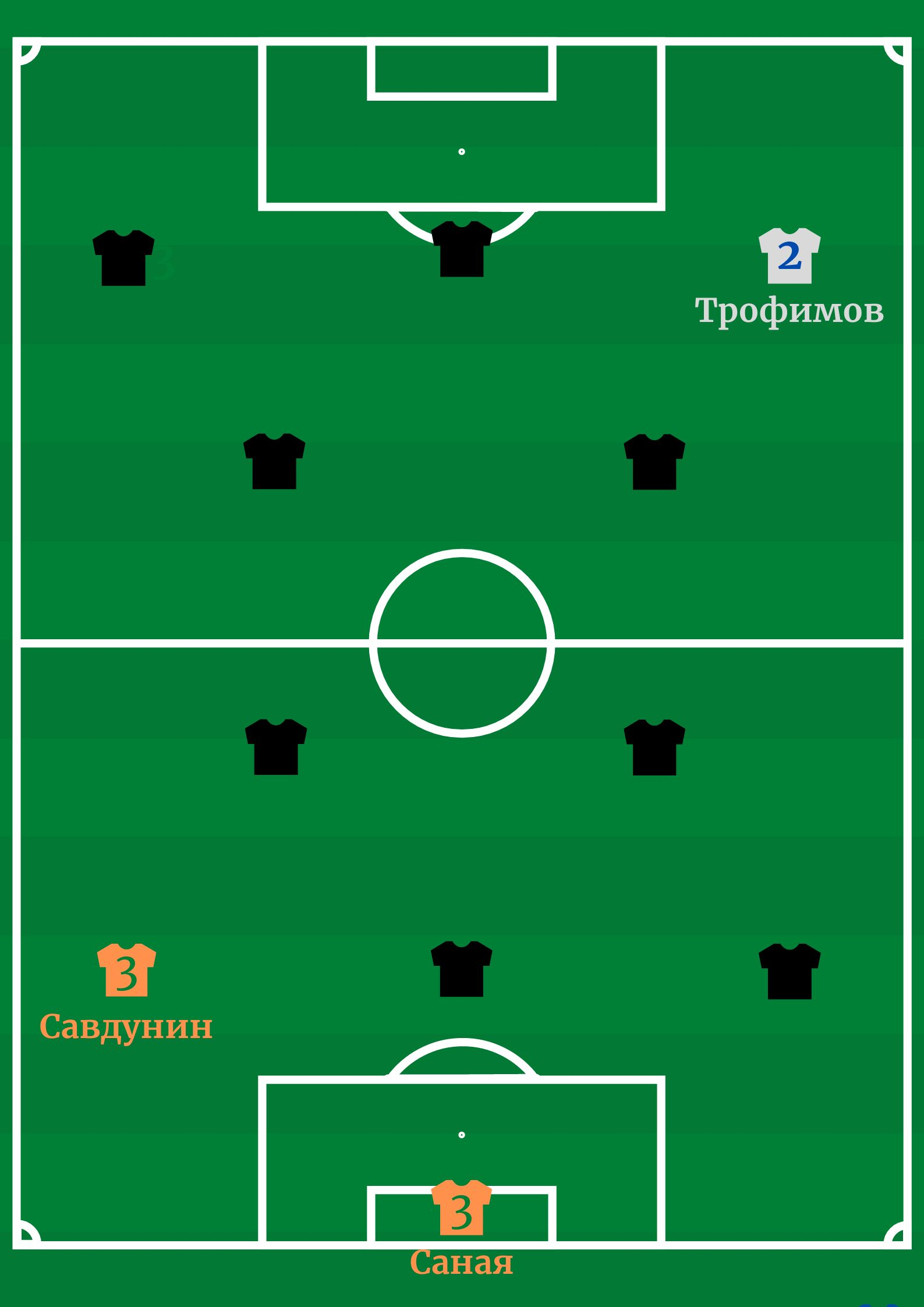

- Василий Трофимов сыграл в 14-м сезоне за «Динамо»
- Всеволод Блинков и Сергей Соловьев сыграли в 13-м сезоне
- Константин Бесков сыграл в 12-м сезоне
- 200-й матч в чемпионате — Всеволод Блинков, Василий Трофимов, Сергей Соловьев